# Pultenaea ferruginea
Pultenaea ferruginea är en ärtväxtart som beskrevs av Edward Rudge. Pultenaea ferruginea ingår i släktet Pultenaea och familjen ärtväxter.

## Underarter
Arten delas in i följande underarter:
- P. f. deanei
- P. f. ferruginea